# Microrregión de Passo Fundo
La microrregión de Passo Fundo es una de las microrregiones del estado brasilero de Rio Grande do Sul perteneciente a la mesorregión Noroeste Rio-Grandense. Su población fue estimada en 2007 por el IBGE en 321.332 habitantes y está dividida en 26 municipios. Posee un área total de 7.076,999 km².

## Municipios
- Água Santa
- Camargo
- Casca
- Caseiros
- Charrua
- Ciríaco
- Coxilha
- David Canabarro
- Ernestina
- Gentil
- Ibiraiaras
- Marau
- Mato Castelhano
- Muliterno
- Nicolau Vergueiro
- Passo Fundo
- Pontão
- Ronda Alta
- Santa Cecília do Sul
- Santo Antônio do Palma
- São Domingos do Sul
- Sertão
- Tapejara
- Vanini
- Vila Lângaro
- Vila Maria

- Datos: Q601264